# Labidiaster annulatus

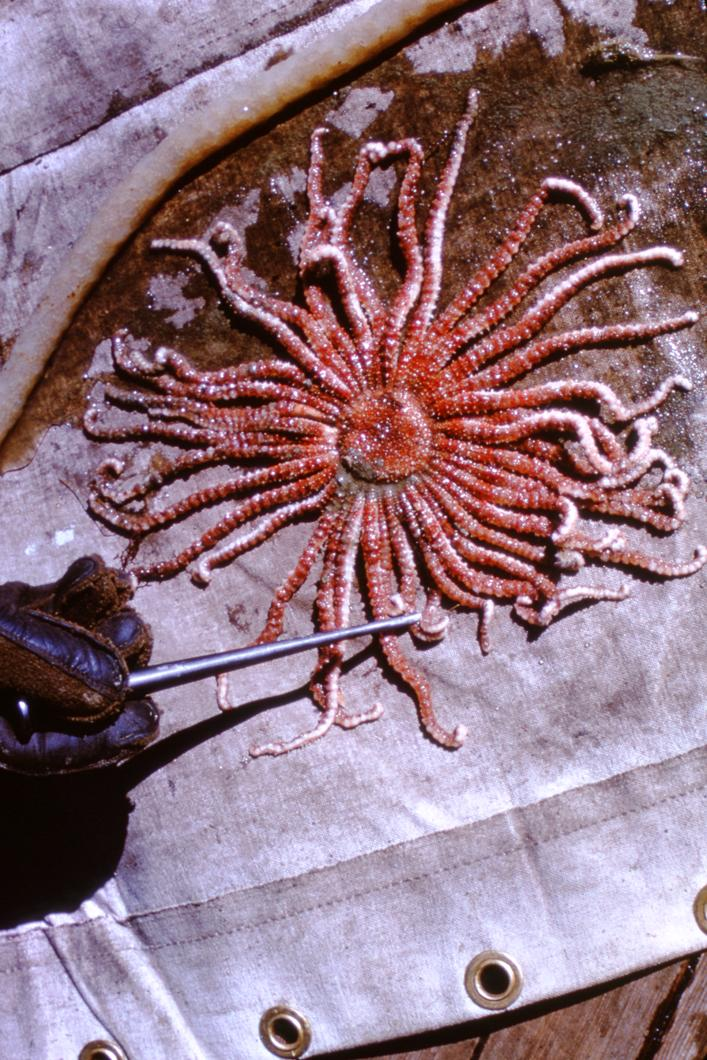
Labidiaster annulatus, Antarktische Halbinsel, 1962

Labidiaster annulatus ist eine Art der Seesterne aus der Ordnung der Zangensterne (Forcipulata), die in kalten Gewässern entlang der Küste der Antarktika heimisch ist. Der Seestern hat zahlreiche dünne Arme und erbeutet mit seinen Pedicellarien vor allem antarktischen Krill und andere Krebse.

## Merkmale
Labidiaster annulatus hat eine große, etwas aufgeblasene Zentralscheibe, die gegenüber den etwa 40 bis 45 langen, dünnen Armen erhaben ist, und kann einen Durchmesser von etwa 60 cm erreichen. Die Madreporenplatte ist groß und liegt neben der Kante der Zentralscheibe. Die Oberseite des Seesterns ist mit einem maschigen Netzwerk aus kleinen, sich etwas überlappenden Kalkplatten bedeckt. In der hierüber liegenden Hat befinden sich zahlreiche Hautkiemen (Papulae), einige kleinere Stacheln und große dreieckige Pedicellarien. Auch die Oberseite der zahlreichen Arme ist mit Kalkplättchen in einem Muster rechteckiger Maschen sowie mit kurzen Stacheln, Papulae und Pedicellarien bedeckt. In Abständen sitzen auf den Armen dichte Reihen kräftiger Pedicellarien. Der Mund an der Unterseite der Zentralscheibe ist mit weiteren Kalkplatten umgeben. Auf der Unterseite jedes Arms verläuft eine breite Ambulacralfurche von der Zentralscheibe zur Armspitze, auf jeder Seite umgeben von schmalen, deutlich abgetrennten Kalkplatten mit jeweils zwei Stacheln, wobei einer zur Furche und einer nach außen weist. An jeder Seite der Ambulacralfurche sitzt eine Reihe von Saugfüßchen.

## Fortpflanzungszyklus
Die Entwicklung von Labidiaster annulatus erfolgt über eine Bipinnaria-Larve, die viele Monate als Plankton mit den Meeresströmungen treibt, und eine Brachiolaria-Larve, die sich am Substrat festsetzt und zum Seestern metamorphosiert.

## Verbreitung und Vorkommen
Labidiaster annulatus ist an den Küsten der Antarktischen Halbinsel, Südgeorgiens und der Südlichen Sandwichinseln zu finden. Er lebt von der Gezeitenzone bis in eine Tiefe von etwa 554 m, hauptsächlich aber zwischen 30 m und 400 m Meerestiefe sowohl auf Sand, Schlamm und Kies als auch zwischen Felsen.

## Ernährung
Labidiaster annulatus ist ein opportunistischer Räuber und Aasfresser. Er erklimmt oft die Spitze eines Felsens oder großen Schwammes und hält sich mit einigen Armen fest, während er die übrigen wie Angeln in die Strömung hält. Berührt ein Tier einen der Arme, schnappen die Pedicellarien zu und halten es fest. Benachbarte Arme wickeln sich um die Beute und reichen sie weiter zur Mundöffnung. Der Magen ist dehnbar und zum Verschlingen großer Beute geeignet. Der Seestern vermag auch gesunde Krebse zu erbeuten, doch gelingt einem Teil der zunächst ergriffenen Tiere die Flucht.
Nach Feldbeobachtungen und Untersuchungen der Mageninhalte macht Antarktischer Krill die Hauptbeute aus, gefolgt von Amphipoden. Gefressen werden unter anderem auch Schlangensterne, darunter Ophionotus victoriae, kleine Seesterne sowie Sediment mit einem hohen Anteil an Foraminiferen. Ebenso wurden Reste eines 6 cm langen Fisches gefunden, der aber möglicherweise als Aas aufgenommen wurde.